# Hefestió de Tebes
Hefestió (en grec antic Ἡφαιστίων Hephaistíon) va ser un astròleg de finals del segle IV dC originari de Tebes (Egipte). Ell mateix diu que va néixer el 26 de novembre de l'any 380.
Es conserva d'ell un tractat, Apotelesmática, de contingut molt variat. El primer llibre transmet textos astrològics egipcis i caldeus. El segon el dedica a l'astrologia interpretada a partir de la data de naixement, i incorpora passatges de Ptolemeu i Doroteu. El tercer conté les Iniciatives, tema extret del llibre V de l'obra de Doroteu. Hefestió aporta poques idees personals, però compila la dels seus predecessors. Ha conservat per exemple l'horòscop de l'emperador Hadrià (117-138) juntament amb d'altres més elaborats, confeccionats per Antígon de Nicea el segle ii.